# Cantone di Yerville
Il Cantone di Yerville era una divisione amministrativa dell'arrondissement di Rouen.
È stato soppresso a seguito della riforma complessiva dei cantoni del 2014, che è entrata in vigore con le elezioni dipartimentali del 2015.
Comprendeva i comuni di
- Ancretiéville-Saint-Victor
- Auzouville-l'Esneval
- Bourdainville
- Cideville
- Criquetot-sur-Ouville
- Ectot-l'Auber
- Ectot-lès-Baons
- Étoutteville
- Flamanville
- Grémonville
- Hugleville-en-Caux
- Lindebeuf
- Motteville
- Ouville-l'Abbaye
- Saint-Martin-aux-Arbres
- Saussay
- Vibeuf
- Yerville